# Ottavio Steffenini

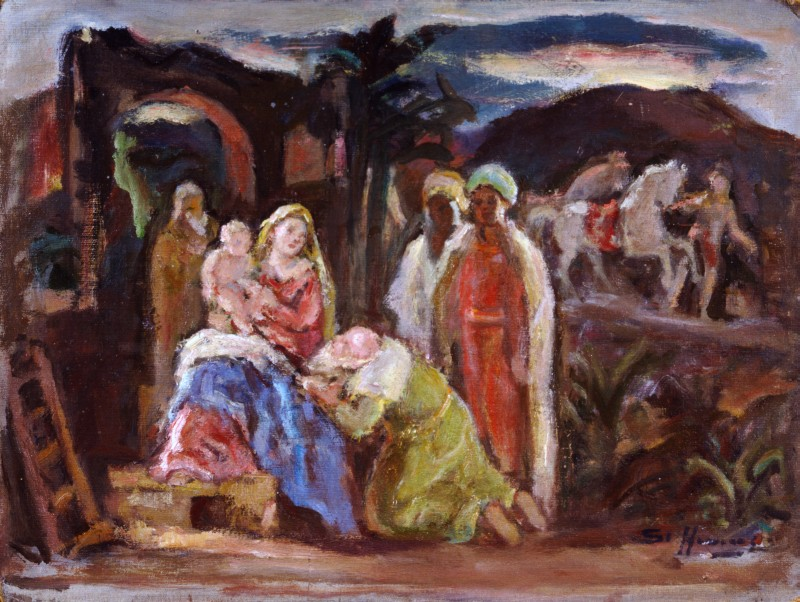
Piccolo Presepe, 1954 (Fondazione Cariplo)

Ottavio Steffenini (Cuneo, 8 agosto 1889 – Milano, 1971) è stato un pittore italiano.

## Biografia
Dopo aver interrotto gli studi classici, studiò pittura presso l'Accademia di Belle Arti di Roma, dove fu allievo prima del Gaudenzi e poi nello studio del pittore spagnolo Berméjo. Terminati gli studi lasciò, ancora giovane, l'Italia. Come prima tappa scelse Parigi, per poi spostarsi nel 1912 in Spagna con Sorolla, e dopo in Martinica e Venezuela. 
Dopo la prima guerra mondiale si stabilì a Milano, iniziando a partecipare attivamente alle più importanti rassegne d'arte. Nel 1922 vinse il Premio Canonica alla Biennale di Venezia. È stato insegnante all'Accademia di Brera ed a Milano fondò con Riccardo Bacchelli il premio Bagutta. Sue opere sono nelle Gallerie d'Arte Moderna di Milano e in altre italiane e straniere.
Riposa al cimitero maggiore di Milano.